# Радянські депортації з Литви
Радянські депортації з Литви — це серія із 35 масових депортацій, проведених у Литві — країні, яка була окупована як складова соціалістична республіка Радянського Союзу в 1941 та 1945—1952 роках. Щонайменше 130 000 людей, 70 % з них жінки та діти були примусово перевезені до трудових таборів та інших примусових поселень у віддалених районах Радянського Союзу, зокрема в Іркутській області та Красноярському краї. Серед депортованих було близько 4500 поляків. Ці депортації не включають литовських партизанів чи політичних в'язнів (приблизно 150 000 осіб), депортованих до Гулагів (таборів в'язниць). Депортація цивільного населення мала подвійну мету: придушення опору політиці радянізації в Литві та надання безкоштовної робочої сили в малозаселених районах Радянського Союзу. Приблизно 28 000 литовських депортованих загинули в еміграції через погані умови життя. Після смерті Сталіна в 1953 р. Депортованих повільно і поступово звільняли. Останні депортовані були звільнені лише в 1963 році. Близько 60 000 вдалося повернутися до Литви, тоді як 30 000 було заборонено оселятися на батьківщині. Подібні депортації відбувалися в Латвії, Естонії та інших частинах Радянського Союзу (див. Радянські депортації з Естонії та переміщення населення в Радянському Союзі). Литва відзначає щорічний День трауру та надії 14 червня в пам'ять про депортованих.

## Історична довідка
У серпні 1939 р. Нацистська Німеччина та СРСР підписали пакт Молотова — Ріббентропа, яким розділили Східну Європу на сфери впливу. Прибалтійські держави (Литва, Латвія та Естонія) стали частиною російської сфери. СРСР розпочав підготовку до окупації та включення цих територій. По-перше, він наклав договори про взаємодопомогу, за якими країни Балтії погодились дозволити військові бази для радянських солдатів на їх території. Подальші кроки були затримані зимовою війною з Фінляндією. Навесні 1940 р. Війна закінчилася, і СРСР посилив свою риторику, звинувачуючи Прибалтику в антирадянській змові. Литва отримала радянський ультиматум 14 червня 1940 року. Через два дні пішли майже ідентичні ультиматуми Латвії та Естонії. СРСР вимагав дозволити необмеженій кількості радянських військ проникнути на територію держави та сформувати більш прорадянський уряд. Ради дотримувалися напівконституційних процедур, примусово перетворюючи незалежні країни Балтії на радянські соціалістичні республіки. Вони сформували прорадянські народні уряди та провели показові вибори до народних парламентів. Анексія Литовської РСР, Латвійської РСР та Естонської РСР була завершена до 6 серпня 1940 року.

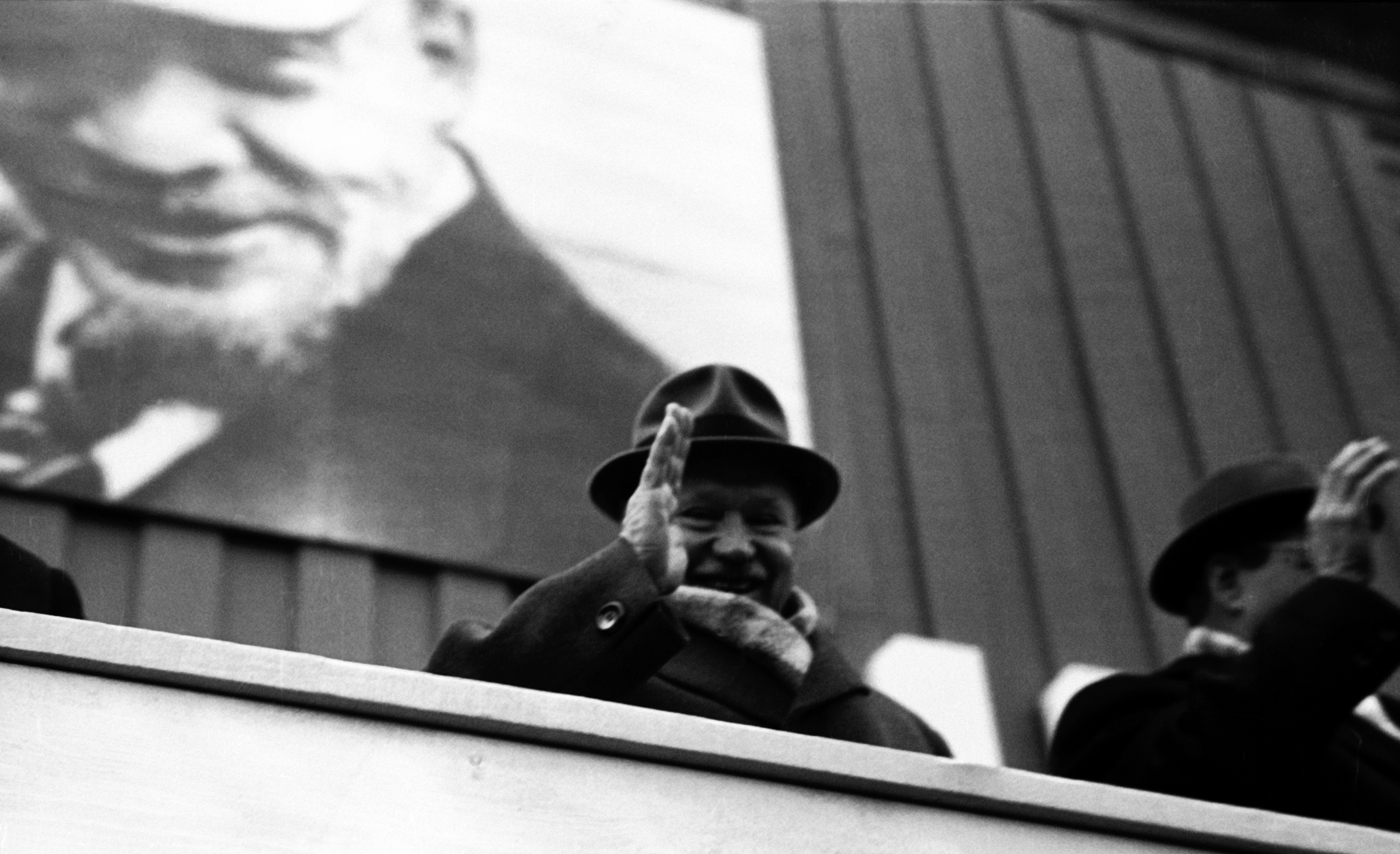
Антанас Снєчкус, лідер Комуністичної партії Литви з 1940 по 1974 рік, керував масовими депортаціями литовців.

Ради взяли під свій контроль політичне, економічне та культурне життя трьох держав. Вони швидко впроваджували різноманітну політику радянізації : націоналізацію приватних підприємств, земельну реформу в рамках підготовки до колективізації, придушення політичних, культурних та релігійних організацій. Економічне життя було порушено, а рівень життя знижений. Політичні активісти та інші люди, яких називають " ворогами народу ", були заарештовані та ув'язнені. У червні 1941 року під час першої депортації було депортовано близько 17 000 литовців. Подальші репресії запобігли вторгненню нацистів у СРСР. За тиждень Литва перебувала під нацистським режимом. Спочатку німців зустрічали як визволителів від гнітючої радянської влади. Навіть коли литовці розчарувались у нацистському режимі та організували опір, зокрема Верховний комітет визволення Литви, СРСР залишався «Громадським ворогом номер один».
У 1944 році нацистська Німеччина програвала війну, а Радянська Росія поступово просувалася. У липні 1944 року Червона армія досягла литовських кордонів в рамках операції «Багратіон». Більша частина литовської території була взята під час Балтійського наступу. Останній бій у Клайпеді закінчився у січні 1945 року. Передбачаючи повернення радянського терору, близько 70 000 литовців відступили до Німеччини попереду наступаючої Червоної Армії. Зазвичай це були політичні та культурні активісти, художники та вчені, більш освічені та заможніші. Проводячи перші повоєнні роки як переселенці, вони врешті оселилися в інших країнах, найчастіше в США, формуючи культурно активну литовську діаспору. Тих, хто залишився в Литві, забрали в армію (близько 80 000 солдатів). Чоловіки уникли призову, приєднавшись до литовських партизан, збройним антирадянським опором. Збройний опір надихнув на громадянську та політичну непокору, на що Ради відповіли переслідуваннями: різанинами, стратами, арештами, депортаціями тощо.

## Процедури депортації

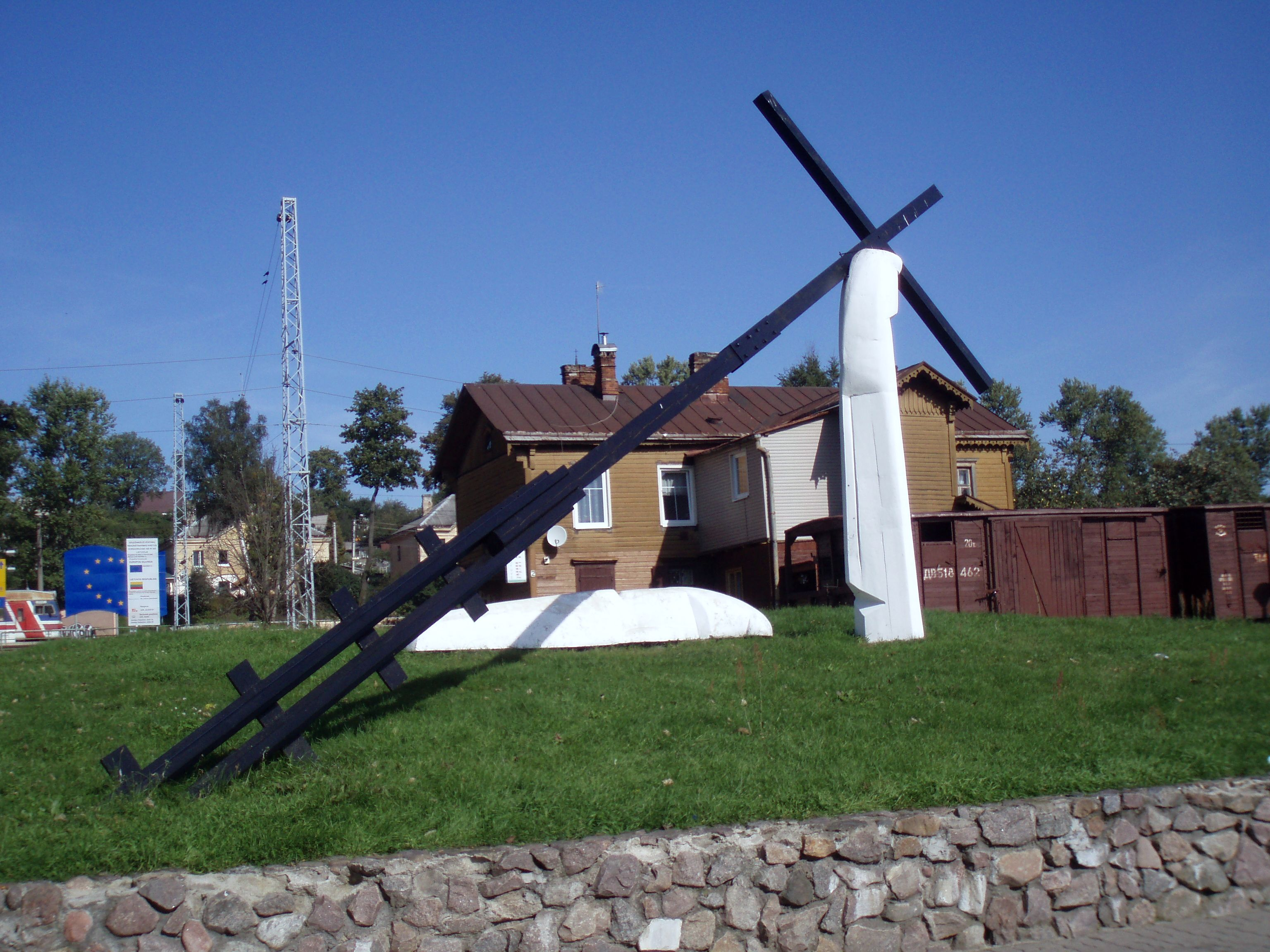
Пам'ятник депортованим у Наужої Вільня — останній великій зупинці поїзда в Литві

Для проведення депортації будуть залучені додаткові солдати, техніка та транспортні засоби. Однак депортації трималися в суворій таємниці. У лютому 1946 року Юозас Барташунас мав єдиний громадський порядок Збройні групи солдатів оточували цілий будинок посеред ночі. Вночі було більше шансів знайти всіх вдома і легше було тримати операцію тихою, не насторожуючи інших жителів. Кожному, хто перебуває всередині, включаючи новонароджених та людей похилого віку, буде наказано упаковувати їжу та інші предмети першої необхідности (точний перелік того, що слід чи можна брати, варіювався між депортаціями та залежав від щедрості солдатів). Якщо хтось намагався чинити опір або втікати, його розстрілювали або били. Часто сім'ї розлучалися, і траплялися випадки, коли батьки, діти або подружжя добровільно повідомляли на залізничну станцію, щоб їх депортували разом із захопленими родичами. Поїздами часто користувались вагонами для худоби без будь-яких зручностей. Подорож часто тривала тижнями, а то й місяцями. Умови були антисанітарними, пасажирам часто бракувало їжі та води. Часто поїзди повідомляють про смерть, особливо серед дітей та людей похилого віку, перед тим, як дістатися до пункту призначення. В одному випадку поїзд із депортованими зігнав із рейок, внаслідок чого загинуло 19, а 57 людей було поранено. Хоча офіційні вказівки (наприклад, вказівки Сєрова 1941 р.) Часто передбачали м'яке поводження з депортованими, насправді захоплені люди піддавались жорстокому поводженню та викрадали ті кілька речей, які їм дозволяли упакувати.

## Депортації

### Перша депортація в 1941 році

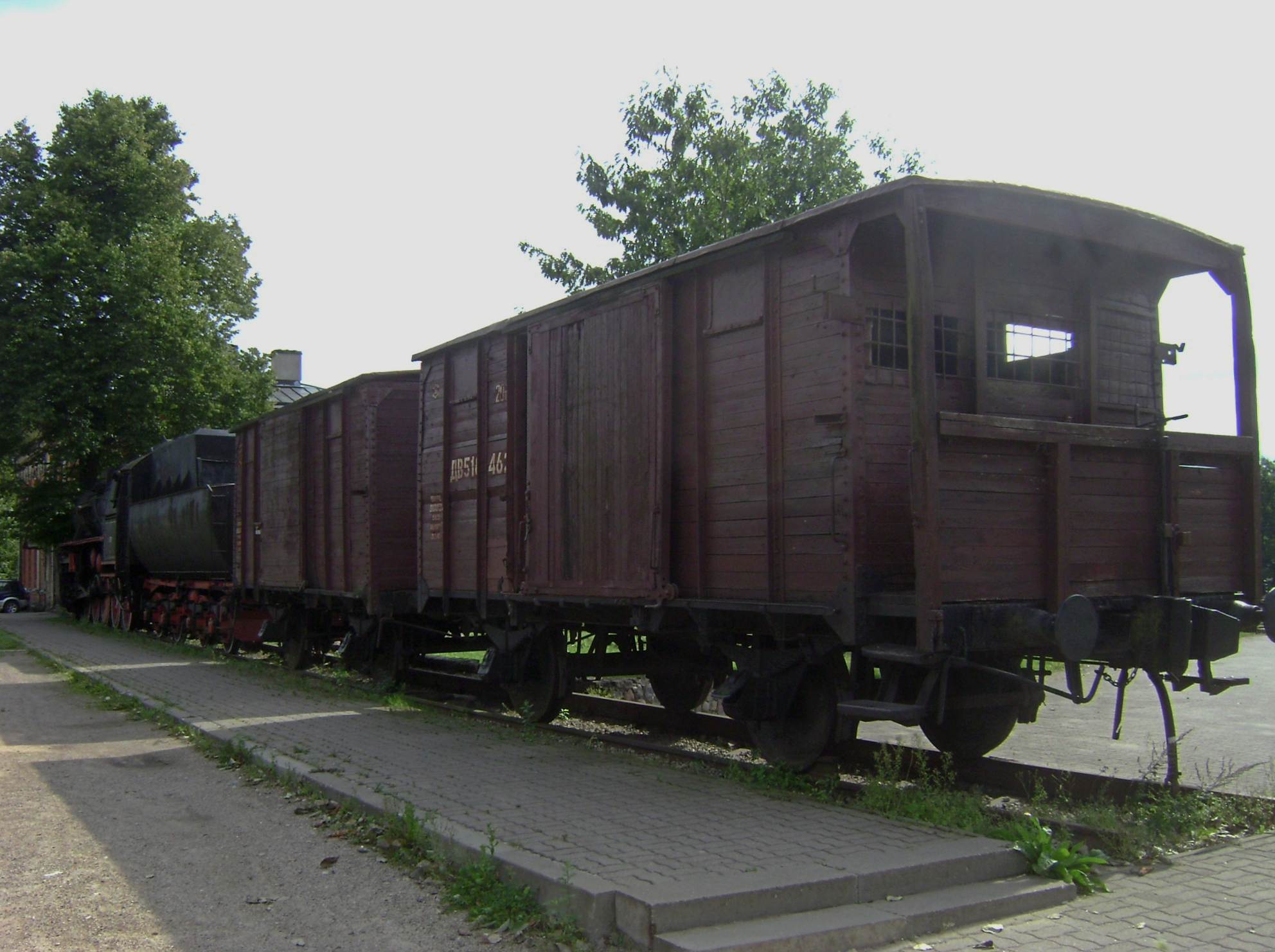
Поїздні вагони, що використовуються для перевезення депортованих (експонується у Наужоджі Вільня)

Перша масова депортація була ретельно спланована Радами. Вже наприкінці літа 1940 року високопоставлені радянські чиновники почали натякати на заплановані масові арешти та депортації. НКВС розпочав реєстрацію та відстеження всіх «антирадянських елементів», тобто людей, які, як вважали, виховують антирадянські установки виключно на основі їх соціального становища, політичної приналежности, релігійних переконань тощо. Зокрема, це було націлено на поліцейських, членів Литовського націоналістичного союзу, Союзу литовських стрільців, різних католицьких організацій. Загалом, за підрахунками НКВС, йому потрібно було зареєструвати 320 000 осіб, або близько 15 % литовського населення яке з членами родини становило близько половини населення. Готуючись до депортації, НКВС склав списки людей, які будуть депортовані під час першої кампанії, визначив їх викривальне походження, простежив членів їх сімей та розташував їхнє поточне місце проживання. Список був рідким і постійно змінювався. Наприклад, у звіті від 13 травня 1941 р. Було зафіксовано 19 610 осіб, яких слід заарештувати та депортувати до таборів, та 2954 осіб (переважно членів сімей арештованих), яких слід депортувати до таборів. Через місяць їх кількість змінилася до 8 598 заарештованих та 13 654 депортованих членів сім'ї, що чітко вказує на політику ліквідації цілих антирадянських сімей.
Операція розпочалася в ніч на п'ятницю 13 червня і була проведена військами НКВС та НКГБ з Росії, України та Білорусі. Іван Сєров видав інструкцію, відому як Інструкція Серова, де детально описував спосіб утримання депортованих та транспортування до поїздів. В інструкції підкреслювалось, що депортація повинна проводитися якомога крадькіше, щоб мінімізувати паніку та опір. Кожна виконавча група з чотирьох осіб отримала завдання депортувати дві сім'ї. Згідно з офіційними інструкціями, кожна сім'я могла взяти до 100 кілограмів (220 фунт) їжі, одягу, взуття та інших необхідних предметів, але свідки свідчили, що ці вказівки часто не виконувались. Багато сімей залишилися не готовими до подорожі чи життя за призначенням. Відповідно до офіційних вказівок, підписаних Мечисловашем Гедвіласом та Іцикасом Мескупасом, майно, яке залишали депортовані, мало бути поділене на особисте майно (одяг, постільна білизна, меблі, посуд) та інше (мистецтво, інвестиції, торговий інвентар, нерухомість, сільськогосподарські тварини, сільськогосподарський інструмент та техніка). Особисте майно мало бути передане представнику депортованого, який продавав би майно та передавав гроші первісним власникам. Інше майно мало бути конфісковане та продане або використано місцевими радянськими чиновниками. Ці вказівки не виконувались, і люди повідомляли про широке пограбування залишеного майна.
Депортація тривала, але 16 червня було підраховано, що Ради все ще пропали безвісти близько 1400 осіб зі свого списку. Потребуючи дотримання своїх квот, радянські чиновники 16–18 червня спішно заарештували ще 2000 осіб. Поїзди з депортованими зібрались у Наужоджі Вільня, де чоловіків (використовуючи різні виправдання, що потребують додаткового огляду, допиту чи оформлення документів) було відокремлено від своїх сімей і завантажено до поїздів, що прямували до таборів. Загалом було 17 поїздів; вони виїхали 19 червня і досягли пунктів призначення між 30 червня і 9 липня. Офіційний звіт НКВС, підготовлений 19 червня, містив 17 485 депортованих, але офіційна статистика була неповною та заплутаною. Дослідницький центр геноциду та опору Литви простежив та опублікував долю 16 246 депортованих.

### Перші повоєнні депортації

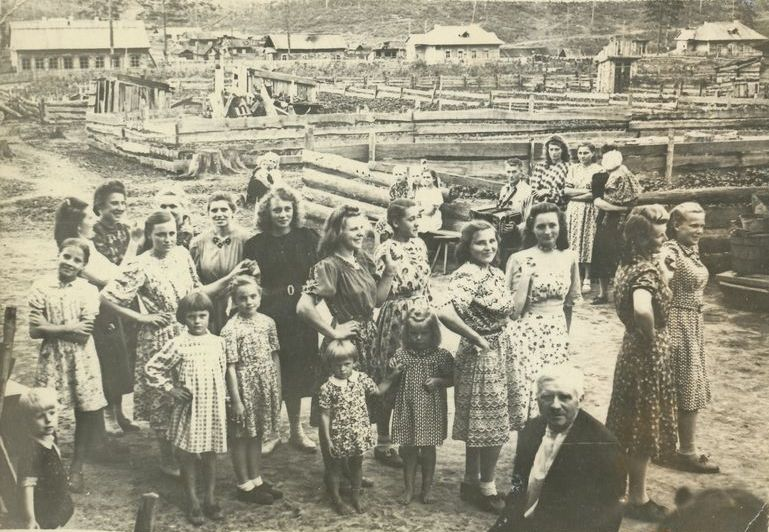
Група литовських депортованих у Зімінському районі Іркутської області

До 1944 року нацистська Німеччина відступала вздовж Східного фронту, а радянські війська досягли території Литви до середини 1944 року. У жовтні 1944 р. Радянські чиновники, в тому числі Сергій Круглов, який мав досвід депортації чеченців та інгушів, розпочали циркулювати ідеї щодо депортації сімей «бандитів» — чоловіків, які уникали призову до Червоної Армії та приєдналися до литовських партизанів. Однак такі заходи не були практичними на час війни. Натомість проводилась підготовка до депортації будь-яких литовських німців, їх сімей та більш далеких родичів. Потяг з 1000 людей виїхав з Каунаса 3 травня і прибув до пункту призначення лише в червні. Депортовані безкоштовно надавали робочу силу плантаціям бавовни в долині річки Вахш. Через особливо погані умови життя за перші два роки загинуло близько 580 депортованих.
Після закінчення Другої світової війни Михайло Суслов, голова Бюро у справах Литви ЦК Комуністичної партії Радянського Союзу, затвердив рішення про депортацію 50–60 сімей з кожного повіту. Лаврентій Берія схвалив план і направив на допомогу Богдана Захаровича Кобулова та Аркадія Аполлонова. Кампанія була націлена на литовські сім'ї «бандитів» і була узгоджена з пропозицією «легалізації» партизанам: якщо вони здадуться, їх сім'ї не постраждають. Однак такі обіцянки не виконувались, а списки легалізованих партизанів використовувались як основа для списків депортованих. Протягом півтора місяця було депортовано понад 6000 людей. У більшості цих сімей вже було конфісковано майно тому офіційні вказівки СРСР про те, що сім'я може взяти до 1 500 кілограмів (3 300 фунт) власности часто були марними. Окрім військ НКВС, для допоміжних обов'язків використовувались батальйони знищення.
З 1946 р. До початку 1948 р. Депортація цивільних осіб була відносно невеликою. Основним методом гноблення були індивідуальні арешти " ворогів народу " та подальші масові депортації полонених. Депортації були спрямовані на литовських партизанів та їх підтримуваних, але також включали куркуль (лит. buožė) і буржуазія.

### ОпераціїВеснатаПрибой
| Рік      | Колгози | Домогосподарства | Прогрес | Заробітна плата |
| -------- | ------- | ---------------- | ------- | --------------- |
| 1948 рік | 20      | 300              | 0,08 %  | 5.6             |
| 1949 рік | 614     | 15 200           | 3,9 %   | 3.9             |
| 1950 рік | 6032    | 229 300          | 60,5 %  | 2.1             |
| 1951 рік | 4471    | 326 100          | 89,1 %  | 1.4             |
| 1952 рік | 2938    | 342 600          | 94,1 %  | 1.7             |
| 1953 рік | 2628    | 359 600          | 98,8 %  | 1.1             |

Дві найбільші депортації були проведені в травні 1948 року (кодова назва Весна — весна) і в березні 1949 року (кодова назва Прибой — прибережний прибій), коли було депортовано близько 70 000 людей. Депортації розпорядилася Рада міністрів Радянського Союзу. Операція « Прибой» проводилася одночасно в Литовській РСР, Латвійській РСР та Естонській РСР. Операція « Весна» торкнулася лише Литви (можливо, тому, що рух опору був найсильнішим у Литві). Офіційно ця нова хвиля терору продовжувала націлювати сім'ї та прихильників борців опору. Однак він мав на меті зламати опір колективізації, яка вимагала, щоб селяни вносили свою землю, худобу та сільськогосподарське обладнання в колгосп (колгосп). Потім фермер працював у колгоспі і отримував частку продукту ферми та прибуток відповідно до кількості робочих днів. Дуже мало фермерів добровільно приєдналися до процесу, оскільки це означало б відмову від приватної власности для системи, яка часто порівнюється з кріпацтвом.
Оскільки люди були свідками попередньої депортації та знали попереджувальні знаки (наприклад, прибуття нових військовослужбовців та транспортних засобів), багато жителів намагалися сховатися. У Литві, за офіційними радянськими даними, близько 13 700 уникли захоплення. Тому влада організувала подальшу депортацію у квітні 1949 року. Знайдено близько 3000 людей. Їх позначили як особливо небезпечних, поводились з ними як із в'язнями та відправляли на золоті копальні в Бодайбо.

### Операція «Осен»та останні депортації
Здавалося, депортації 1947—1948 рр. Досягли своїх цілей: 1949 р. Відбувся шквал колективізації та подальше послаблення збройного опору. Однак темпи колективізації в Литві все ще не були такими швидкими, як у Латвії чи Естонії, де 93 % та 80 % ферм були колективізовані до кінця 1949 р. Тому в жовтні 1951 р. Відбулася додаткова масштабна депортація (кодова назва Осен — осінь). Це було спеціально націлено на куркулів та тих, хто не вступав до колгоспів.

## Життя на засланні

### Умови життя
Умови життя сильно варіювались і залежали від географічного розташування примусового поселення, місцевих умов та типу робіт, які виконували депортовані. Навіть офіційні звіти визнавали відсутність відповідного житла; наприклад, у звіті Ігарки описуються казарми з негерметичним дахом і без вікон, ліжок чи постільних речей. Більшість литовських депортованих працювали у лісозаготівельній та деревообробній промисловості. Депортовані не могли залишити місце проживання або змінити роботу; їх депортації не мали терміну придатности і були протягом усього життя. Тих, хто намагався втекти або «уникнути роботи», відправляли до таборів. Між 1945 і 1948 роками 1722 литовці намагалися втекти; 1070 було спіймано до 1949 р. У 1948 році суворіші постанови, прийняті Верховною Радою Радянського Союзу, передбачали 20 років в'язниці для тих, хто втік, і 5 років для тих, хто допомагав утікачам. Діти, народжені в еміграції, були класифіковані як депортовані та підлягали такому ж поводженню, як і їх батьки, за деякими винятками для змішаних (депортованих та не депортованих) сімей.

Через погані умови життя, вимогливість до фізичної праці, відсутність їжі та медичного обслуговування смертність була високою, особливо серед молоді та людей похилого віку. На підставі неповних та неточних записів, що ведуться МВС та МГБ, Арвидас Анушаускас підрахував, що приблизно 194500 та 3500 литовців загинули відповідно у 1945—1952 та 1953—1958; ця цифра не включає 8000 смертей серед депортованих 1941 року. Таким чином, загальна кількість смертей в Литві може становити близько 28 000. На дітей припадало близько чверті загальних жертв. 

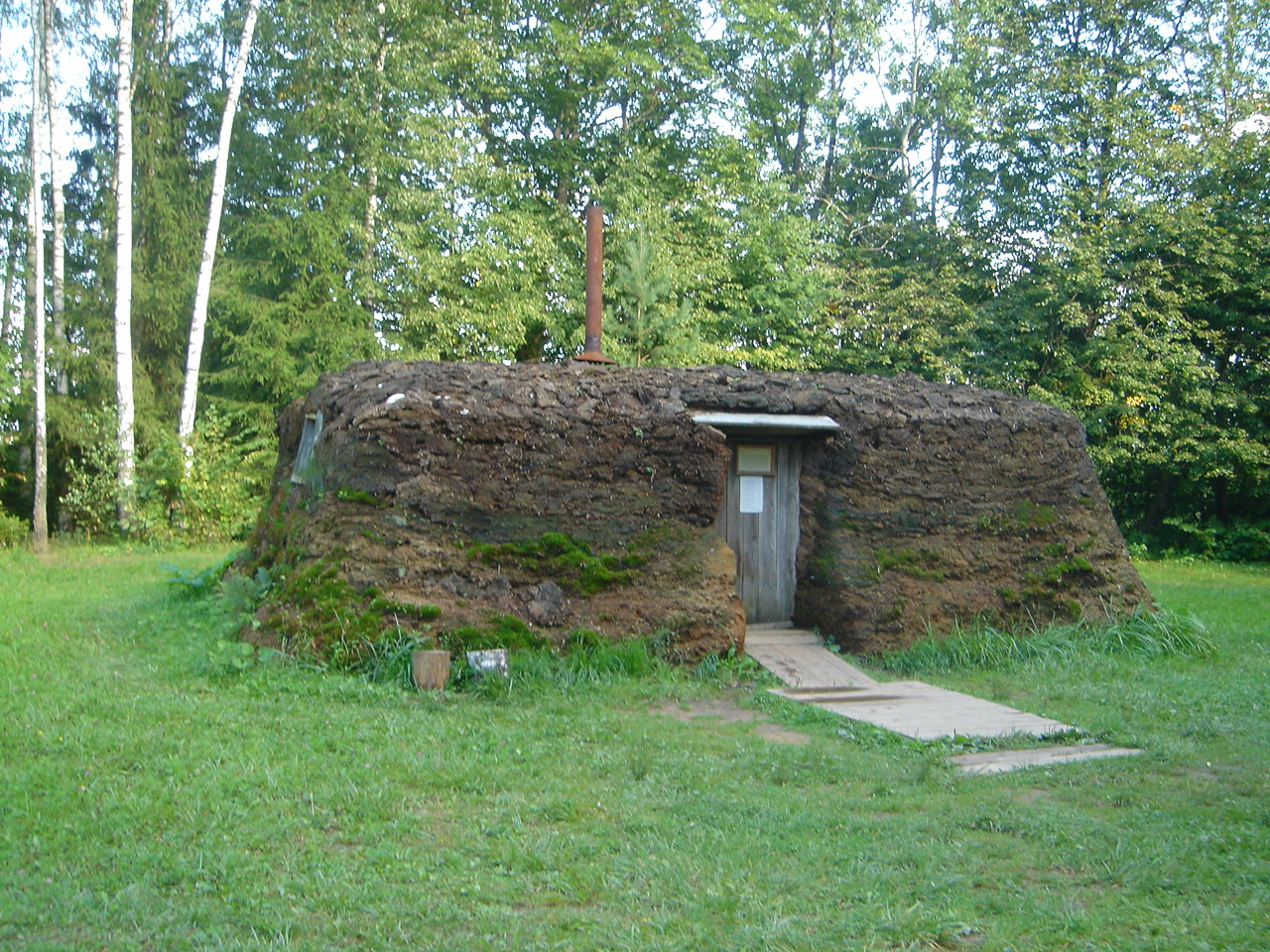
Приклад житла депортованих в арктичних районах Сибіру.
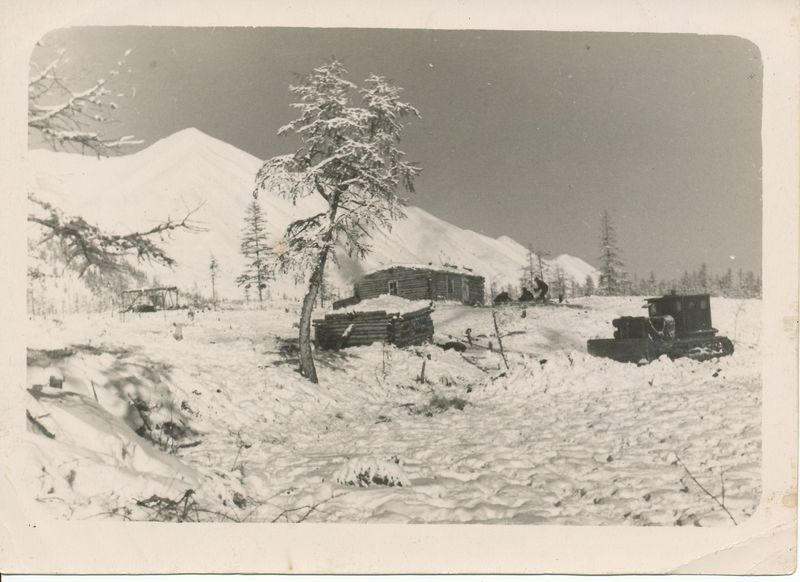
Литовський будинок депортованих на Колимі (1958).
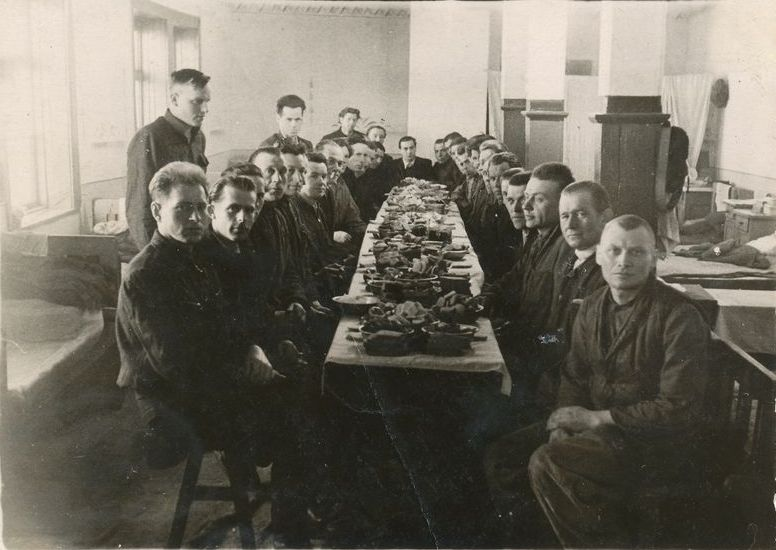
Політичні в’язні святкують Великдень на Колимі (1955).
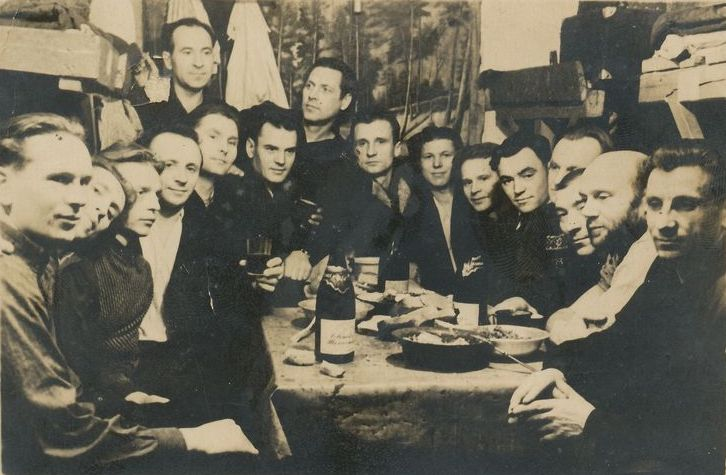
Литовські депортовані святкують Різдво в 1957 році.
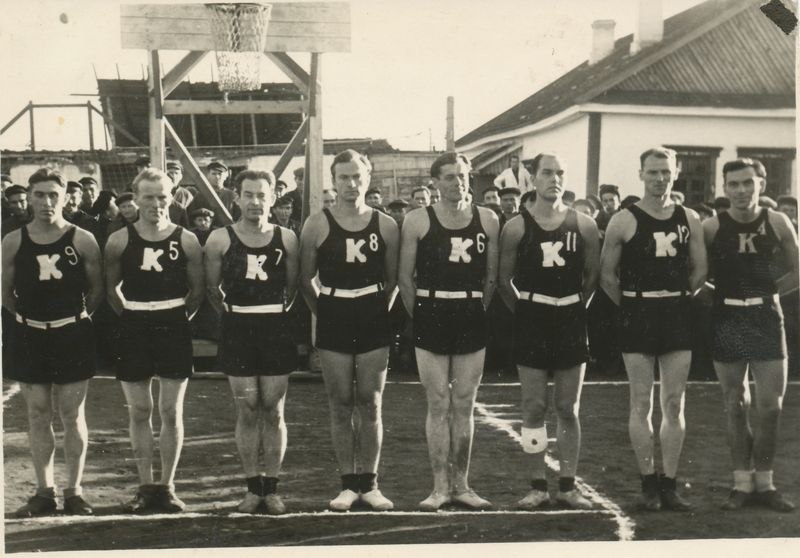
Баскетбольна команда литовських політв'язнів у Воркутлагу (1954).
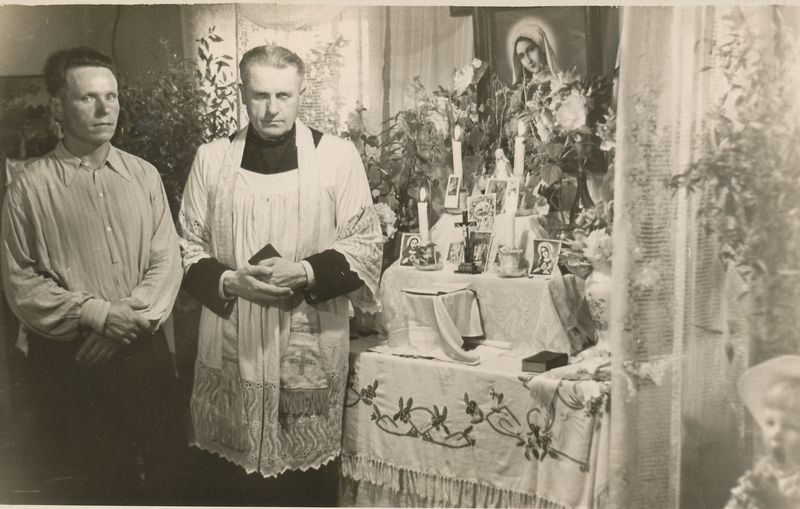
Домашній вівтар Юстінаса Заксаса.
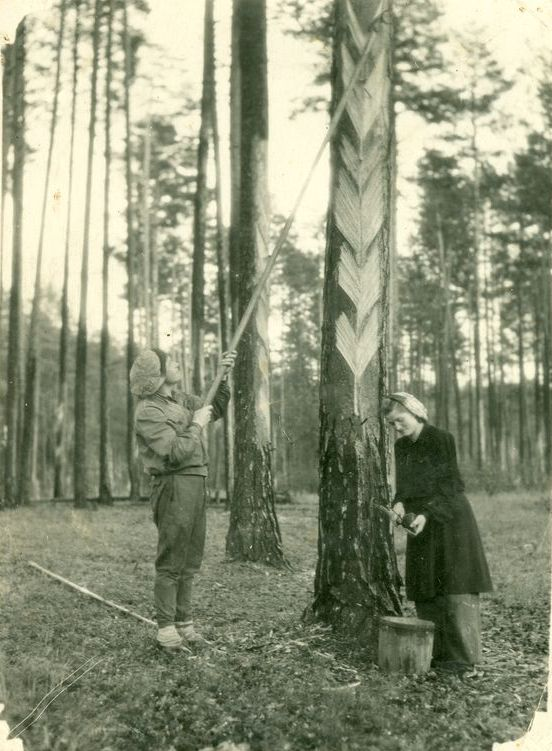
Литовські депортовані видобувають смолу поблизу Іркутська (1956).
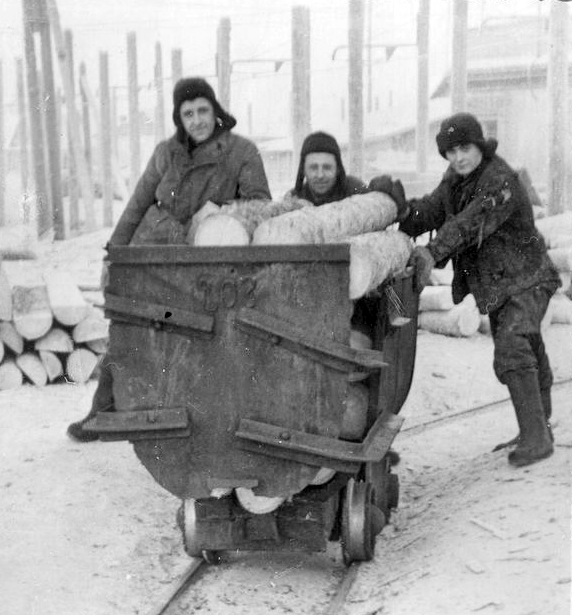
Литовські депортовані в Інті штовхають візок колод у шахту (1956).
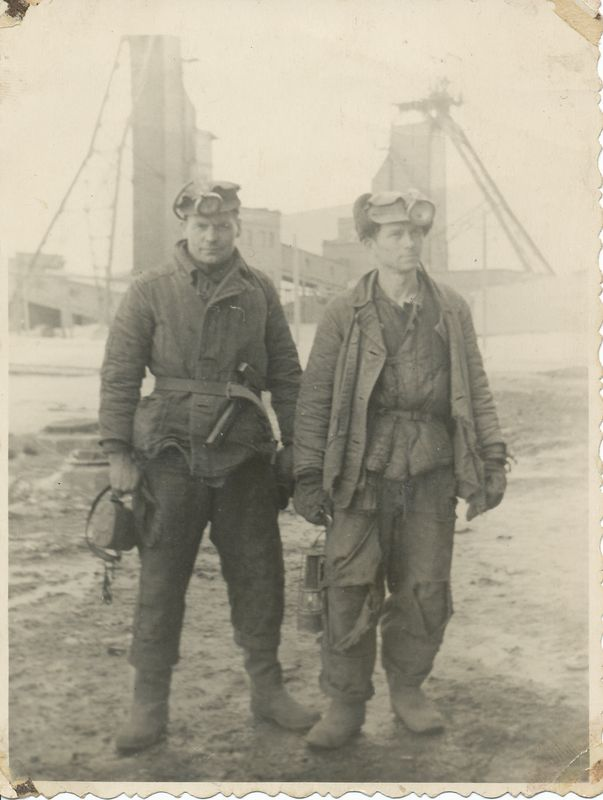
Двоє литовських політичних в'язнів, готових увійти в одну з вугільних шахт в Інталазі в 1955 році.
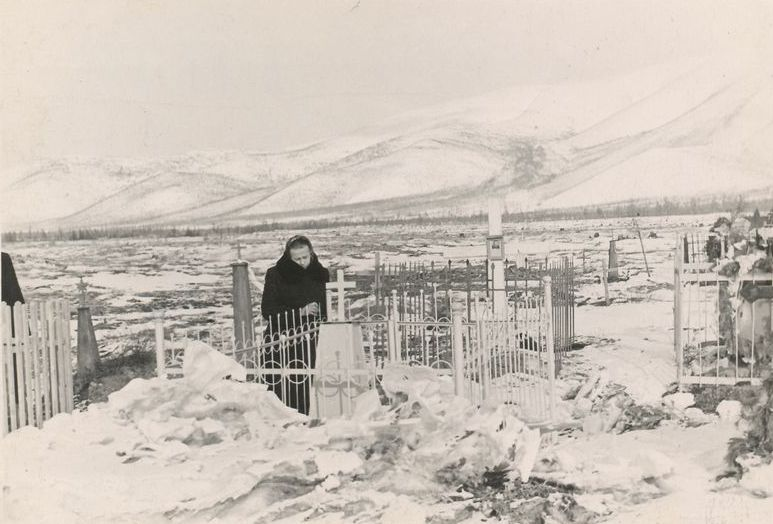
Литовський політв'язень Онуте Мілушаускайте (заарештований в 1945 році як гінець литовських партизанів ) біля могили її дочки в Усть-Омчузі .

### Випуск і повернення
| Рік      | Депортований у 1944—1952 рр | Депортований у 1941 році |
| -------- | --------------------------- | ------------------------ |
| 1955 рік | 75 185                      | ?                        |
| 1956 рік | 72 777                      | 4682                     |
| 1957 рік | 59 663                      | 3,127                    |
| 1958 рік | 35 741                      | 1878                     |
| 1959 рік | 4 907                       | 279                      |

Смерть Сталіна в 1953 р. Супроводжувалася Хрущовською відлигою та десталінізаційною кампанією, яка полягала в поступовому звільненні депортованих та полонених. У липні 1954 року депортованих дітей до 16 років було вилучено зі списку депортованих, а покарання за втечу було зменшено з 20 до 3 років позбавлення волі. Випуск литовців відбувався повільно. Коли в 1954 р. Було оголошено амністію для людей старше 55–60 років, інвалідів чи невиліковних хворих, спеціальне положення виключало литовців або членів Організації українських націоналістів через питання «громадської безпеки». У Литві Верховна Рада Литовської РСР повільно переглядала матеріали депортованих осіб у кожному конкретному випадку. Радянські апаратчики розглядали депортованих як загрозу, особливо коли вони хотіли вимагати конфісковане ними майно, конфісковане на момент депортації. Литовці схвалювали звільнення лише за обмежених обставин, якщо виявили деякі порушення або порушення.
У 1956 та 1957 рр. Верховна Рада Радянського Союзу затвердила звільнення більших груп депортованих, включаючи литовців. Депортовані почали повертатися у великій кількості, створюючи труднощі для місцевих комуністів — депортовані подавали клопотання про повернення їх конфіскованого майна, як правило, вважалися ненадійними і вимагали спеціального нагляду. Радянські чиновники Литви, включаючи Антанаса Снєчкуса, розробили місцеві адміністративні заходи, що забороняють повернення депортованих, та подали клопотання до Москви про проведення національної політики з цією метою. У травні 1958 р. СРСР переглянув свою політику щодо решти депортованих: усіх, хто не був пов'язаний з литовськими партизанами, було звільнено, але без права повернення до Литви. Останні литовці — партизанські родичі та партизани — були звільнені лише у 1960 та 1963 роках. Більшість депортованих, звільнених у травні 1958 р., А пізніше ніколи не повернулися до Литви.
Близько 60 000 депортованих повернулися до Литви. Однак вони зіткнулися з подальшими труднощами: їхнє майно тривалий час розграбовували та розподіляли незнайомці, вони стикалися з дискримінацією за роботою та соціальними гарантіями, їхнім дітям відмовляли у вищій освіті. Колишні депортовані, члени опору та їхні діти не мали права інтегруватися в суспільство. Це створило постійну групу людей, які виступили проти режиму та продовжували ненасильницький опір.

## Вплив та оцінки
Депортація цивільного населення без попередження, судового розгляду або явної причини була однією з найсерйозніших скарг на радянський режим. Коли під час введеної Горбачовим гластности литовцям було дозволено більшу свободу слова, вшанування пам'яті депортованих було одним з перших їх вимог. Такі вимоги були підняті під час першого публічного антирадянського мітингу, організованого Литовською лігою свободи 23 серпня 1987 року.
Деякі литовці вважають, що виселеним слід виплачувати компенсацію за рабську працю подібним чином, як Німеччина виплачувала компенсацію примусовим робітникам у нацистській Німеччині.

## Зведена таблиця
| Рік      | Дата                                      | Кількість людей | Пункт призначення                                               |
| -------- | ----------------------------------------- | --------------- | --------------------------------------------------------------- |
| 1941 рік | червня 14–19 (червнева депортація)        | 17 485          | Алтайський край, Комі АССР, Томська область                     |
| 1945 рік | квітня 20 — 3 травня (литовські німці)    | 1048            | Таджикистан РСР (область Сталінабад)                            |
| 1945 рік | липня 17 — 3 вересня                      | 6320            | Комі АССР, Свердловська область, Молотовська область            |
| 1946 рік | лютого 18–21                              | 2082            | Свердловська область                                            |
| 1947 рік | грудня                                    | 2782            | Томська область, Тюменська область, Комі АРСР                   |
| 1948 рік | січня — лютого                            | 1156            | Томська область, Красноярський край                             |
| 1948 рік | 22–27 травня (операція «Весна»)           | 40 002          | Красноярський край, Іркутська область, Бурят — Монгольська АРСР |
| 1949 рік | березня 25–28 (операція «Прибой»)         | 29 180          | Іркутська область, Красноярський край                           |
| 1949 рік | 10–20 квітня                              | 3090            | Іркутська область                                               |
| 1949 рік | червня 6                                  | 500 (приблизно) | Іркутська область                                               |
| 1949 рік | липня 7                                   | 279             | Іркутська область                                               |
| 1950 рік | квітня 14, 1–2 вересня, 20 вересня        | 1355            | Алтайський край, Хабаровський край                              |
| 1951 рік | березня 31 — квітня 1 (операція «Північ») | 433             | Іркутська область, Томська область                              |
| 1951 рік | вересня 20–21                             | 3087            | Іркутська область                                               |
| 1951 рік | жовтня 2–3 (операція «Осен»)              | 16 150          | Красноярський край                                              |
| 1951 рік | 3 жовтня                                  | 335             | Красноярський край                                              |
| 1951 рік | 30 листопада                              | 452             | Алтайський край                                                 |
| 1952 рік | 23 січня                                  | 2195            | Красноярський край                                              |
| 1952 рік | 6–7 липня                                 | 465             | Невідомо                                                        |
| 1952 рік | серпня 5–6                                | 359             | Красноярський край                                              |
| Всього   |                                           | 129 475         |                                                                 |